# Al-Madżdal (As-Suwajda)
Al-Madżdal (arab. المجدل) – miejscowość w Syrii, w muhafazie As-Suwajda. W 2004 roku liczyła 3459 mieszkańców.